# Форест-Парк (Иллинойс)
Форест-Па́рк (англ. Forest Park) — деревня, находящаяся в пригороде Чикаго (штат Иллинойс) в округе Кук. Население 14,167 человек. В деревне находится станция метро Форест-Парк, которая является конечной станцией Синей линии Чикагского метрополитена.

## География
Деревня находится на берегу реки Дес-Плейнс,  к западу от Чикаго. 

## Достопримечательности
Возле центра деревни находится большой парк с водным центром. 
Торговый район, в основном, занимает участок на Медисон-стрит. Раньше населённый пункт был известен своими тавернами и барами, которых сейчас осталось не так много. Сейчас в нём много антикварных магазинов, бутиков и ресторанов. 
Кладбище, известное своим памятником мученикам Хеймаркета и окружающими его могилами.

## Транспорт
Чикагское метро. Населённый пункт находится возле скоростной автомагистрали Эйзенхауэра